# Ttoro
Le ttoro ou ttoro basque ou soupe de poissons des pêcheurs de Saint-Jean-de-Luz (prononcer tioro)  est une spécialité culinaire traditionnelle de la cuisine du Pays basque, à base de soupe de poisson de merlu, crustacés, et coquillages,,, variante entre autres des merlu koxkera, morue au pil pil, ou morue à la biscayenne...

## Histoire
Cette recette est une spécialité culinaire traditionnelle des marins pêcheurs de Saint-Jean-de-Luz, Ciboure, et Socoa, étendue à la côte Atlantique du Pays basque, à base, à l'origine, de morceaux de poissons entiers invendus de leurs pêches du jour, ou cuisinés par les pécheurs sur leurs bateaux de pêche (contrairement aux soupes de poisson où les poissons sont moulinés).

## Composition

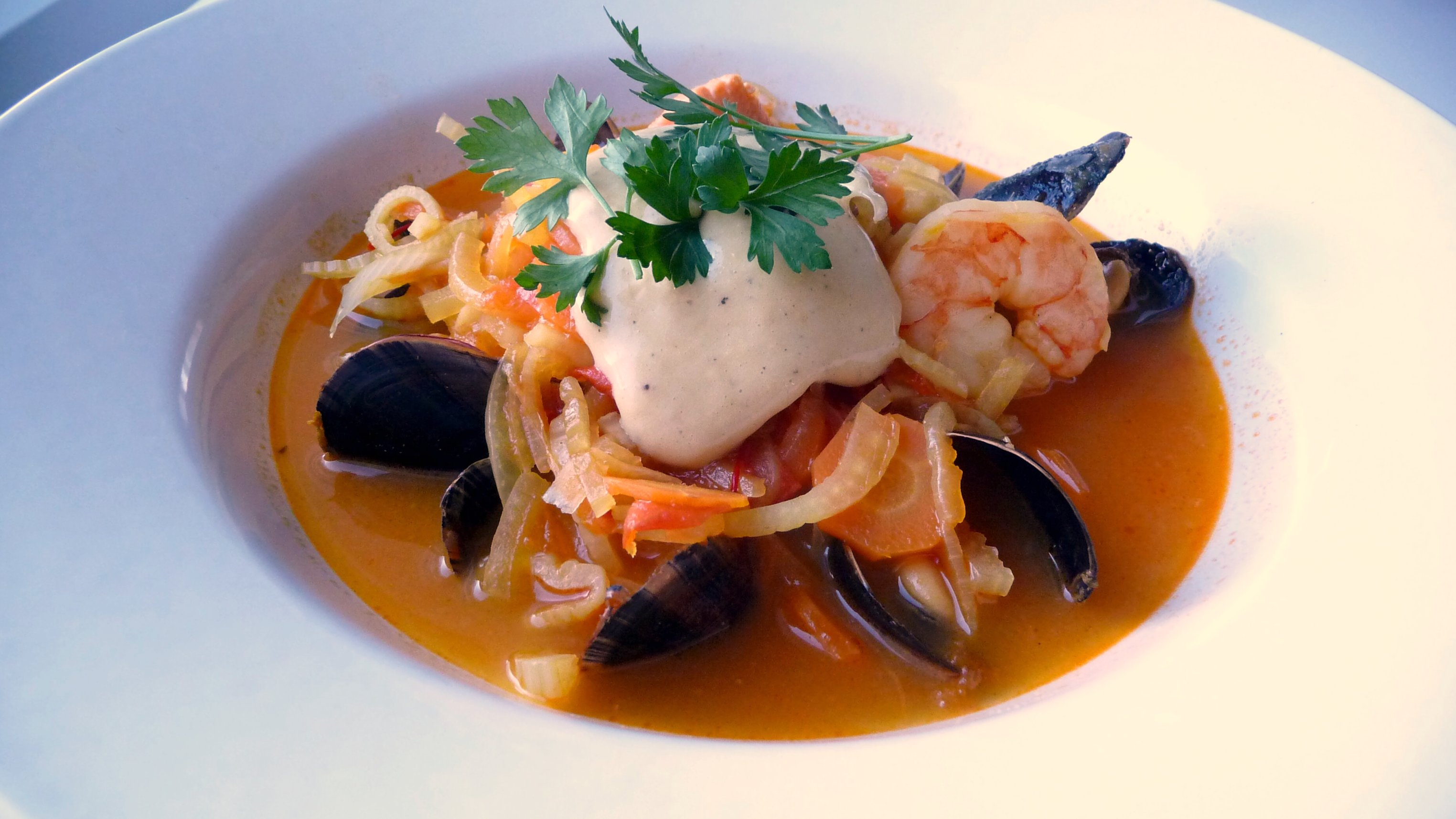
Ttoro et aïoli.

Ce ragoût-soupe de poisson est réalisé avec un mélange variant (selon la saison) de morceaux entiers de merlu, congre, rouget, grondin, rascasse, vive, lotte, moule, palourde, crevette, langoustine, étrille...., le tout mijoté dans un court-bouillon d'huile d'olive, de vin blanc, oignon, tomate, poivron rouge (éventuellement de pomme de terre), bouquet garni, persil, ail, sel, poivre, et piment d'Espelette,,,... Ce plat peut être servi avec des croûtons aillés, de l'aïoli, et du vins du vignobles du Pays basque.

## Événements
- Les Fêtes de la mer et du Ttoro de Saint-Jean-de-Luz (inscrites à l'Inventaire du patrimoine culturel immatériel en France depuis 2013).